# Hereweg 126 en 130 (Groningen)
De panden Hereweg 126 en 130 in Groningen zijn twee vrijwel identieke directeurswoningen in eclectische stijl, behorend bij de voormalige Cellulaire Strafgevangenis (thans: Van Mesdagkliniek). Ze zijn samen aangewezen als rijksmonument.

## Beschrijving

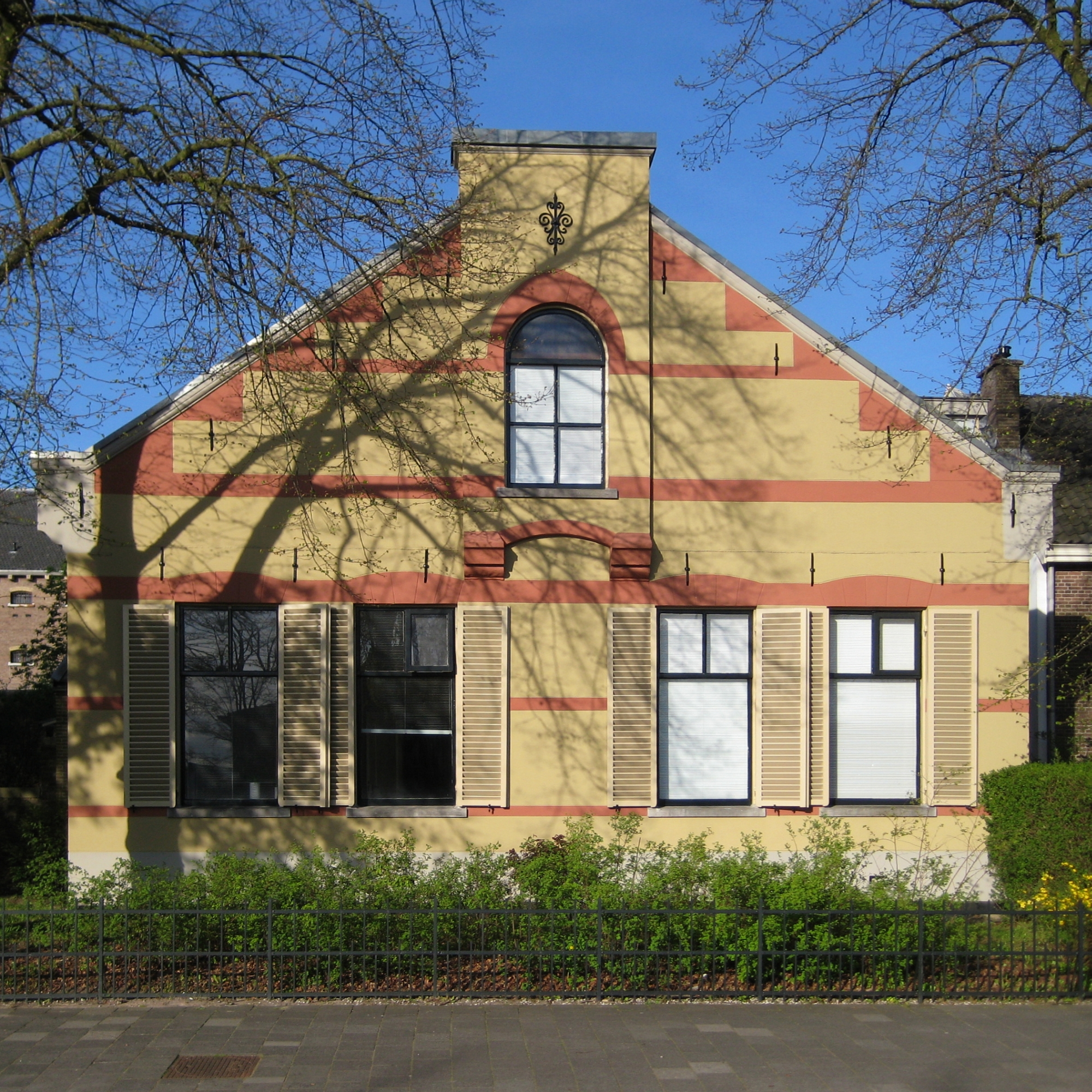
De voorgevel van Hereweg 130, de zuidelijke van de twee directeurswoningen (2010)

De beide vrijstaande woningen, die rond 1885-1890 werden gebouwd, staan aan de oostkant van de Hereweg ter weerszijden van het hoofdgebouw van de Van Mesdagkliniek. Wie ze heeft ontworpen, is niet bekend. De noordelijke woning (Hereweg 126) was bedoeld voor de directeur van de gevangenis, de zuidelijke voor de adjunct-directeur. De panden zijn inmiddels in gebruik bij de Van Mesdagkliniek.
De woningen zijn beide gebouwd op een rechthoekig grondplan en bestaan uit één bouwlaag onder een zadeldak, dat is belegd met grijze dakpannen. Ze hebben aan de voorzijde vier traveeën brede gepleisterde topgevels, waarop schijnvoegen zijn aangebracht. Op de begane grond hebben de panden elk vier rechtgesloten vensters, die zijn voorzien van hardstenen onderdorpels en houten jaloezieën en waarboven met pleister de aanwezigheid van strekken wordt gesuggereerd. Boven in de voorgevel bevindt zich in het midden een rondboogvenster, gevat in een in pleisterwerk uitgevoerde omlijsting, die aan de bovenkant is gesloten door gestuct lijstwerk. Boven dit venster zit een smeedijzeren muuranker.
De beide directeurswoningen zijn aangewezen als rijksmonument vanwege hun "architectuurhistorisch en typologisch belang" en omdat ze worden beschouwd als "functioneel onderdeel van het complex van de cellulaire gevangenis".

## Coördinaten
- Nr. 126: 53° 12' 10" N, 6° 34' 35" E
- Nr. 130: 53° 12' 06" N, 6° 34' 39" E